# Jacques Ier de Chacenay
Jacques Ier de Chacenay (né vers 1118 ou 1119, † vers 1158) est seigneur de Chacenay en Champagne. Il est le fils d'Anséric II de Chacenay et de Hombeline (famille d'origine inconnue).

## Biographie
À la suite de l'appel du pape Eugène III, ancien moine à l'Abbaye de Clairvaux, Bernard de Clairvaux prêche la Deuxième Croisade à Vezelay le 31 mars 1146, où Jacques Ier de Chacenay est probablement présent en compagnie de son frère Anséric de Chacenay. Ils se croisent tous deux en même temps que le Roi de France Louis VII le Jeune, la Reine Aliénor d'Aquitaine ou encore Henri Ier de Champagne, le fils de leur suzerain le Comte de Champagne.
Les croisés champenois partent au printemps 1147 et sont composés notamment d'Henri Ier de Champagne, du Comte de Brienne Gautier II, du comte de Bar-sur-Seine Milon II, de l'évêques de Langres Geoffroy de La Roche-Vanneau... Le rendez-vous de l'armée française est à Metz, d'où les Croisés partent pour la Palestine par l'Allemagne.
Jacques Ier de Chacenay et son frère combattent avec l'armée des francs dans la Vallée du Méandre, à la Bataille du défilé de Pisidie et sont présents lors de l'échec du Siège de Damas.
Si Anséric meurt probablement pendant la Croisade, Jacques est de retour en Champagne fin 1148 ou début 1149.

## Mariage et enfants
Vers 1138, il épouse Agnès de Brienne, fille de Gautier II, Comte de Brienne, et d'Adélaïde de Baudement. Ils eurent au moins quatre enfants :
- Érard Ier de Chacenay, qui succède à son père ;
- Thomas de Chacenay, chevalier, possible père de Jacques de Durnay ;
- Marguerite de Chacenay, qui épouse Thibaut de Bar-sur-Seine, seigneur de Champlost et fils de Gui, comte de Bar-sur-Seine, et de Pétronille de Chacenay (sœur de Jacques Ier de Chacenay) ;
- Helvise de Chacenay, qui épouse Hugues IV de Vendeuvre, co-seigneur de Vendeuvre, fils de Laurent de Vendeuvre et d'Ermessent de Sens ;
- Huguette de Chacenay, qui épouse le seigneur de Durnes, dans le comté de Bourgogne, et possible mère de Jacques de Durnay.

## Sources
- Marie Henry d'Arbois de Jubainville, Histoire des Ducs et Comtes de Champagne, 1865.
- Aubert, Dictionaire de la Noblesse, Vol. 5, pp. 7–8 ; avec blasonements. ().
- Lucien Coutant, Notice historique et généalogique de la terre et baronnie de Chacenay (lire en ligne).
- Charles Lalore, Les sires et les barons de Chacenay (lire en ligne).